# Ponte dell'amicizia afghano-uzbeko
Il ponte dell'amicizia Afghanistan-Uzbekistan è un ponte che segna il confine tra l'Afghanistan e l'Uzbekistan. Attraversa l'Amu Darya, e unisce la città afghana di Hairatan nella provincia di Balkh e la città di Termez nella regione di Surxondaryo in Uzbekistan.

## Storia
Costruito nel 1982 dall'Unione Sovietica durante la guerra in Afghanistan (1979-1989), viene anche utilizzato durante il ritiro sovietico dall'Afghanistan. Venne chiuso nel maggio 1997 quando i Talebani attaccarono Mazar-i Sharif e venne riaperto solo il 9 dicembre 2001 dopo l'occupazione da parte dell'Alleanza del Nord di gran parte dell'Afghanistan con l'aiuto degli Stati Uniti. Nel gennaio del 2010 sono cominciati i lavori per collegare il ponte a  Mazar-i Sharif che sono terminati a novembre dello stesso anno.

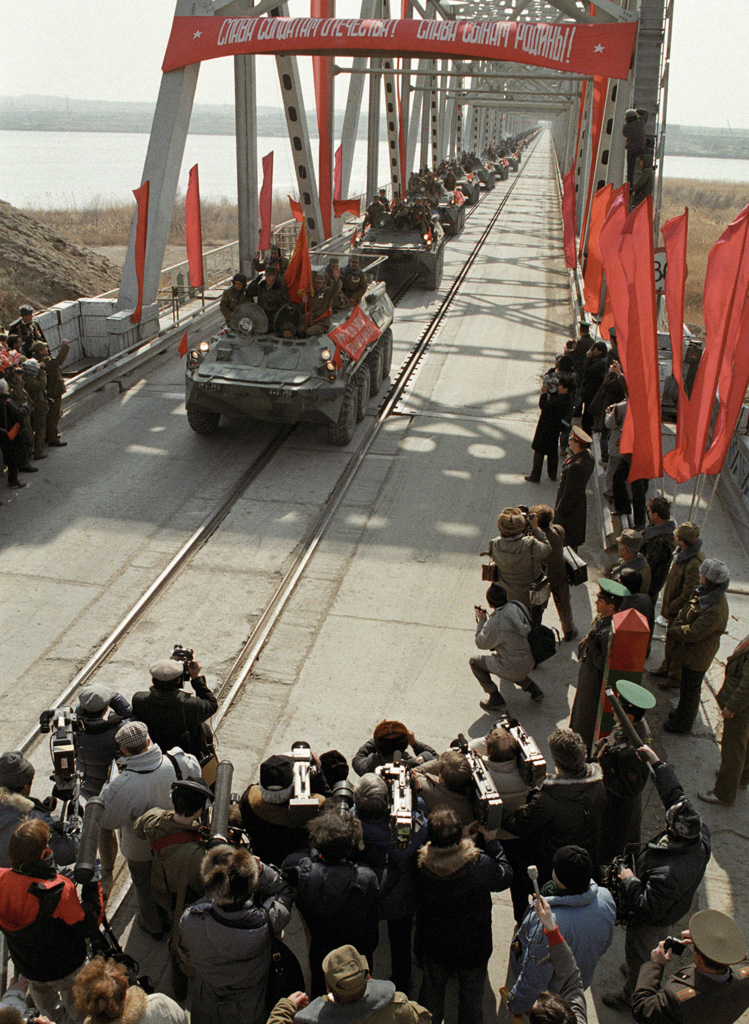
Truppe sul ponte dell'amicizia afghano-uzbeko durante il ritiro sovietico dall'Afghanistan.